# Helvetesbrännan; Norra
Helvetesbrännan; Norra este o arie protejată (arie specială de conservare — SAC, sit de importanță comunitară — SCI, arie de protecție specială avifaunistică — SPA) din Suedia întinsă pe o suprafață de 998,8 ha, integral pe uscat.

## Localizare
Centrul sitului Helvetesbrännan; Norra este situat la coordonatele 62°36′39″N 15°16′34″E / 62.6108°N 15.2762°E.

## Înființare
Situl Helvetesbrännan; Norra a fost declarat arie de protecție specială avifaunistică în decembrie 1996 pentru a proteja 21 de specii de animale. Alte tipuri de protecție:
- sit de importanță comunitară (în ianuarie 1997)
- arie specială de conservare (în martie 2011)[1][3][4]

## Biodiversitate
Situată în ecoregiunea boreală, aria protejată conține 5 habitate naturale: Mlaștini împădurite, Lacuri și iazuri distrofice naturale, Ape stătătoare oligotrofe până la mezotrofe, cu vegetație de Littorelletea uniflorae și/sau de Isoëto-Nanojuncetea, Taiga vestică, Mlaștini turboase de tranziție și turbării mișcătoare.
La baza desemnării sitului se află mai multe specii protejate:
- păsări (16): minunița (Aegolius funereus), cocoșul de mesteacăn (Bonasa bonasia), ciocănitoare neagră (Dryocopus martius), șoim de iarnă (Falco columbarius), cufundar polar (Gavia arctica), cufundar mic (Gavia stellata), ciuvică (Glaucidium passerinum), cocor (Grus grus), ciocănitoare de munte (Picoides tridactylus), ciocănitoare verzuie (Picus canus), Sterna paradisaea, huhurezul mic (Strix uralensis), Surnia ulula, cocoșul de mesteacăn (Tetrao tetrix tetrix),  cocoș de munte (Tetrao urogallus), fluierar de mlaștină (Tringa glareola)
- mamifere (3): lupul (Canis lupus), vidră de râu (Lutra lutra), râs eurasiatic (Lynx lynx)
- nevertebrate (2): Stephanopachys linearis, Stephanopachys substriatus